# سربندان (أبرشيوة)
سربندان (بالفارسية: سربندان) هي مستوطنة تقع في إيران في قسم أبرشيوة الريفي. يقدر عدد سكانها بـ 2,304 نسمة .